# Кошула (комуна)
Кошула (рум. Coșula) — комуна у повіті Ботошані в Румунії. До складу комуни входять такі села (дані про населення за 2002 рік):
- Буда (279 осіб)
- Кошула (1223 особи)
- Педурень (638 осіб)
- Шупітка (818 осіб)

Комуна розташована на відстані 358 км на північ від Бухареста, 15 км на південний схід від Ботошань, 80 км на північний захід від Ясс.

## Населення
У 2009 року у комуні проживали 3015 осіб.